# مورپث (نیو ساوت ولز)
مورپث (به انگلیسی: Morpeth) یک حومه شهر در استرالیا است که در نیو ساوت ولز واقع شده‌است.